# Gunno Brynolphi Blutherus
Gunno Brynolphi Blutherus var en dalsländsk kyrkoman och författare. Han föddes i en 1609 i en gammal dalsländsk prästsläkt; hans far och farfar hade varit prostar. Han studerade i Skara och Uppsala och blev filosofie magister i Rostock 1633. Han var kyrkoherde i Lidköpings församling innan han ersatte sin halvbror Arvidus Brynoplhi som kyrkoherde i Örs socken 1647. Han blev prost över Dal och deltog i tre riksdagar. Hans lovtal över Dal, Encomiastica de Dalia, framfört i Uppsala 1632, räknas som den första boken som skrivits om Dalsland och som kandidat till den första svenska hembygdsboken.
Han var gift med Marika Hansdotter Arvikandra, dotter till krykoherden i Arvika, med vilken han fick fyra söner och sju döttrar. Gunno Brynolphi Blutherus dog 1657.